# 16. Armee
La 16ª Armata della Wehrmacht (in tedesco: 16. Armee) fu un'armata dell'Esercito tedesco attiva durante la Seconda guerra mondiale che venne creata nel 1939 e fu impiegata nella campagna di Francia e sul fronte orientale, dove fu fatta prigioniera nel maggio del 1945.

## Storia

### Campagna di Francia
L'armata fu costituita il 22 ottobre 1939, utilizzando l'alto comando dalla 3. Armee, che fu trasferito dalla Polonia al fronte occidentale. Dal 10 maggio 1940 la 16. Armee prese parte alla campagna di Francia, attraversando il Lussemburgo ed il Belgio e poi svoltando a sud sulla linea Maginot che riuscì a sfondare tra il 15 e il 28 maggio e ad espandere la testa di ponte di Sedan, tra le Ardenne e Chiers. Il 5 giugno raggiunse Verdun, che conquistò il 16 giugno 1940, poi seguì la conquista di Toul il 25 giugno, dove circondò molte truppe francesi ed infine avanzò verso Metz e Diedenhofen. Dopo la fine della campagna, il 25 giugno 1940, l'armata rimase come forza di occupazione in Francia nell'area tra le Argonne e la Mosella e poi con compiti di sicurezza costiera in Belgio e nei Paesi Bassi a partire dal 3 luglio 1940.

### Fronte orientale
A metà aprile 1941, venne trasferita in Prussia orientale e dal 22 giugno 1941, prese parte all'operazione Barbarossa con l'Heeresgruppe Nord. L'armata attraversò la Lituania e la Lettonia, conquistando Riga, e la zona del lago Ilmen. Nell'agosto 1941 combatté intorno a Staraya Russa e Leningrado. Alla fine di settembre 1941 si svolsero pesanti battaglie difensive davanti a Leningrado, Valdaj e tra i laghi Ilmen e Ladoga. Tra il 16 ottobre e il 7 dicembre, alcune unità dell'armata tentarono di sfondare a Leningrado, avanzando verso Tikhvin ed all'inizio del 1942 fu impiegata in pesanti battaglie difensive sul Volchov ed il Lago Ladoga ed alcune sue unità furono intrappolate tra Demjansk e Kholm. Nella seconda metà del 1942 seguirono ulteriori battaglie difensive a Demjansk e nel 1943 nell'area tra Staraya Russa e Newel. Tra il 18 e il 28 febbraio 1944 l'armata dovette ritirarsi dalla linea del Lovat alla linea di Putoshka, dove combatté fino alla metà di luglio 1944, quando dovette ritirarsi lungo il Daugava fino a Riga e poi in Curlandia, dove fu intrappolata dall'armata rossa nella sacca di Curlandia fino alla fine della guerra.

## Ordine di battaglia
16. Armee 10 maggio 1940
- XXIII. Armeekorps
- XIII. Armeekorps
- VII. Armeekorps
- Panzergranadier-Division Großdeutschland
- 6. Infanterie-Division
- 33. Infanterie-Division
- 15. Infanterie-Division
- 26. Infanterie-Division
- 71. Infanterie-Division
- 73. Infanterie-Division
- 52. Infanterie-Division

16. Armee 9 giugno 1940
- VII. Armeekorps
- 16. Infanterie-Division
- 76.Infanterie-Division
- 68. Infanterie-Division
- 212. Infanterie-Division

16. Armee 5 giugno 1941
- II. Armeekorps
- X. Armeekorps
- XXIII. Armeekorps
- XXVIII. Armeekorps

16. Armee 31 luglio 1941
- II. Armeekorps
- XXVIII. Armeekorps
- I. Armeekorps
- X. Armeekorps
- L. Armeekorps
- 96. Infanterie-Division

16. Armee 27 agosto 1941
- II. Armeekorps
- XXVIII. Armeekorps
- XXXIX. Armeekorps
- I. Armeekorps
- X. Armeekorps
- LVI. Armeekorps

16. Armee 1º gennaio 1942
- XXXVIII. Armeekorps
- X. Armeekorps
- II. Armeekorps
- XXXIX. Armeekorps

16. Armee 4 agosto 1943
- II. Armeekorps
- VIII. Armeekorps
- X. Armeekorps
- XXXXIII. Armeekorps
- 122. Infanterie-Division

16. Armee 24 novembre 1943
- X. Armeekorps
- II. Armeekorps
- XXXXIII. Armeekorps
- I. Armeekorps
- VIII. Armeekorps
- 23. Infanterie-Division

16. Armee 15 febbraio 1944
- X. Armeekorps
- II. Armeekorps
- XXXXIII. Armeekorps
- VIII. Armeekorps
- I. Armeekorps
- VI. SS-Freiwilligenkorps

16. Armee 14 aprile 1944
- II. Armeekorps
- X. Armeekorps
- I. Armeekorps
- L. Armeekorps
- VI. SS-Armeekorps

16. Armee 1º giugno 1944
- II. Armeekorps
- X. Armeekorps
- I. Armeekorps
- L. Armeekorps
- VI. SS-Armeekorps
- 12. Panzer-Division
- 69. Infanterie-Division
- 24. Infanterie-Division

16. Armee 5 novembre 1944
- XXXXIII. Armeekorps
- XVI. Armeekorps
- VI. SS-Armeekorps[1]

## Comandanti
- Generalfeldmarschall Ernst Busch (22 ottobre 1939 - 11 ottobre 1943)
- General der Artillerie Christian Hansen (11 ottobre 1943 - 1 luglio 1944)
- General der Infanterie Paul Laux (2 luglio 1944 - 30 agosto 1944)
- Generaloberst Carl Hilpert (3 settembre 1944 - 10 marzo 1945)
- General der Infanterie Ernst-Anton von Krosigk (10 marzo 1945 - 16 marzo 1945)
- General der Gebirgstruppen Friedrich-Jobst Volckmar von Kirchensittenbach (17 marzo 1945 - 10 maggio 1945)[1]